# John Russell, I conte di Bedford
John Russell, I conte di Bedford (1485 – 14 marzo 1555), è stato un politico e nobile inglese.

## Biografia
John Russell nacque nel 1485, probabilmente a Berwick-da-Swyre, nel Dorset, figlio di James Russell e della sua prima moglie Alice Wise, figlia di Thomas Wise di Sidenham. Nel 1506 John Russell era a servizio di Filippo d'Austria e di sua moglie Giovanna (Re e Regina di Castiglia). Divenne Gentiluomo della Camera della Corona di Enrico VII nel 1507 e Enrico VIII nel 1509, che lo ha impiegato in diverse missioni militari e diplomatiche durante la guerra della Lega di Cambrai. Fu nominato cavaliere il 2 luglio 1522 dopo aver perso un occhio a Morlaix, in Bretagna, e fu testimone della battaglia di Pavia. Nel 1528 ed è stato un deputato per Buckinghamshire (1529-1536), mantenendo il favore reale, nonostante l'antipatia per Anna Bolena. Verso la fine del 1536, è stato nominato Consigliere della Corona e ha contribuito a sopprimere il Pellegrinaggio di Grazia.
Il 9 marzo 1538/1539 è stato creato barone Russell e nominato Lord Presidente del Consiglio d'Occidente. Dopo fu nominato Cavaliere della Giarrettiera. Nel luglio del 1539 è stato fatto High Steward di Cornovaglia e Lord Guardiano dei Stannaries. Durante la guerra italiana del 1542, assediò senza successo Montreuil nel 1544, e fu capitano generale della Vanguard dell'esercito per l'attacco a Boulogne nel 1545. Era un compagno vicino a Enrico VIII, durante gli ultimi anni del suo regno. Alla morte di Enrico VIII, è stato uno degli esecutori della volontà del re, e uno di sedici consiglieri durante la minorità di Edoardo VI. Il 16 giugno 1553 è stato uno dei 26 pari che firmarono la soluzione della corona a Giovanna Grey. Frequentò Filippo II, al suo arrivo in Inghilterra per sposarsi con Maria.
È deceduto il 14 marzo 1555 e fu sepolto a Chenies, nello Buckinghamshire, nella cappella privata di Bedford della chiesa vicino al suo maniero. Russell è l'antenato di tutti ogni successivo conte e duca di Bedford, tra cui John Russell, primo ministro del Regno Unito, e il filosofo Bertrand Russell.

## Matrimonio
Sposò, nel 1526, Anne Sapcote (1492-14 marzo 1558), figlia di Sir Guy Sapcote e Margaret Wolston. Ebbero un figlio:
- Francis Russell, II conte di Bedford (1527-28 luglio 1585)